# Арнсхефен
Арнсхефен (њем. Arnshöfen) општина је у њемачкој савезној држави Рајна-Палатинат. Једно је од 192 општинска средишта округа Вестервалд. Према процјени из 2010. у општини је живјело 160 становника. Посједује регионалну шифру (AGS) 7143203.

## Географски и демографски подаци
Арнсхефен се налази у савезној држави Рајна-Палатинат у округу Вестервалд. Општина се налази на надморској висини од 412 метара. Површина општине износи 2,9 km². У самом мјесту је, према процјени из 2010. године, живјело 160 становника. Просјечна густина становништва износи 54 становника/km².